# مالپارتیدا د کرنخا
مالپارتیدا د کرنخا دهستانی در استان آبیلای اسپانیا است.
در این دهستان ۱۹۱ نفر زندگی می‌کنند. مساحت این دهستان ۱۹٫۰۸ کیلومتر مربع است.

## نگارخانه

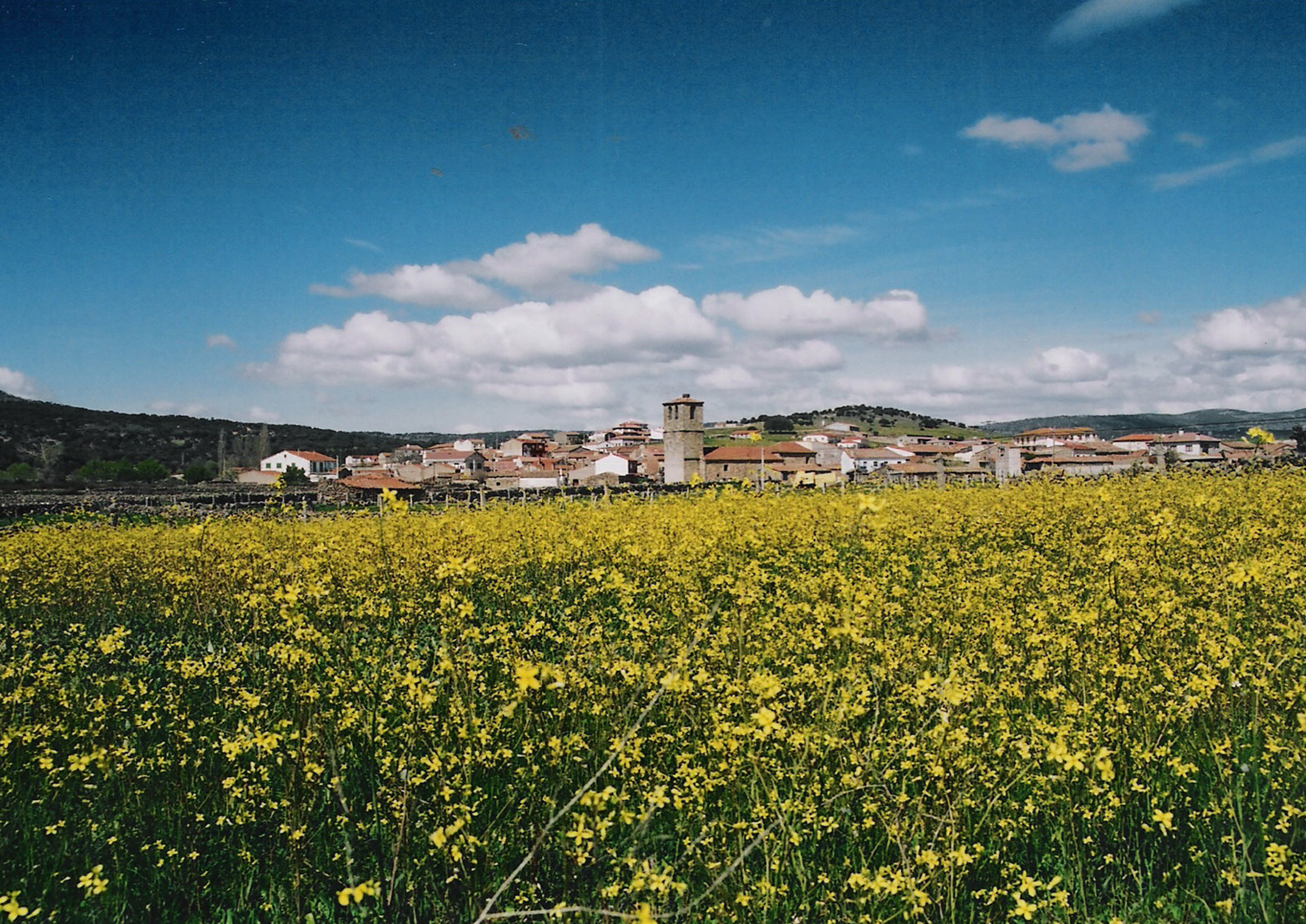
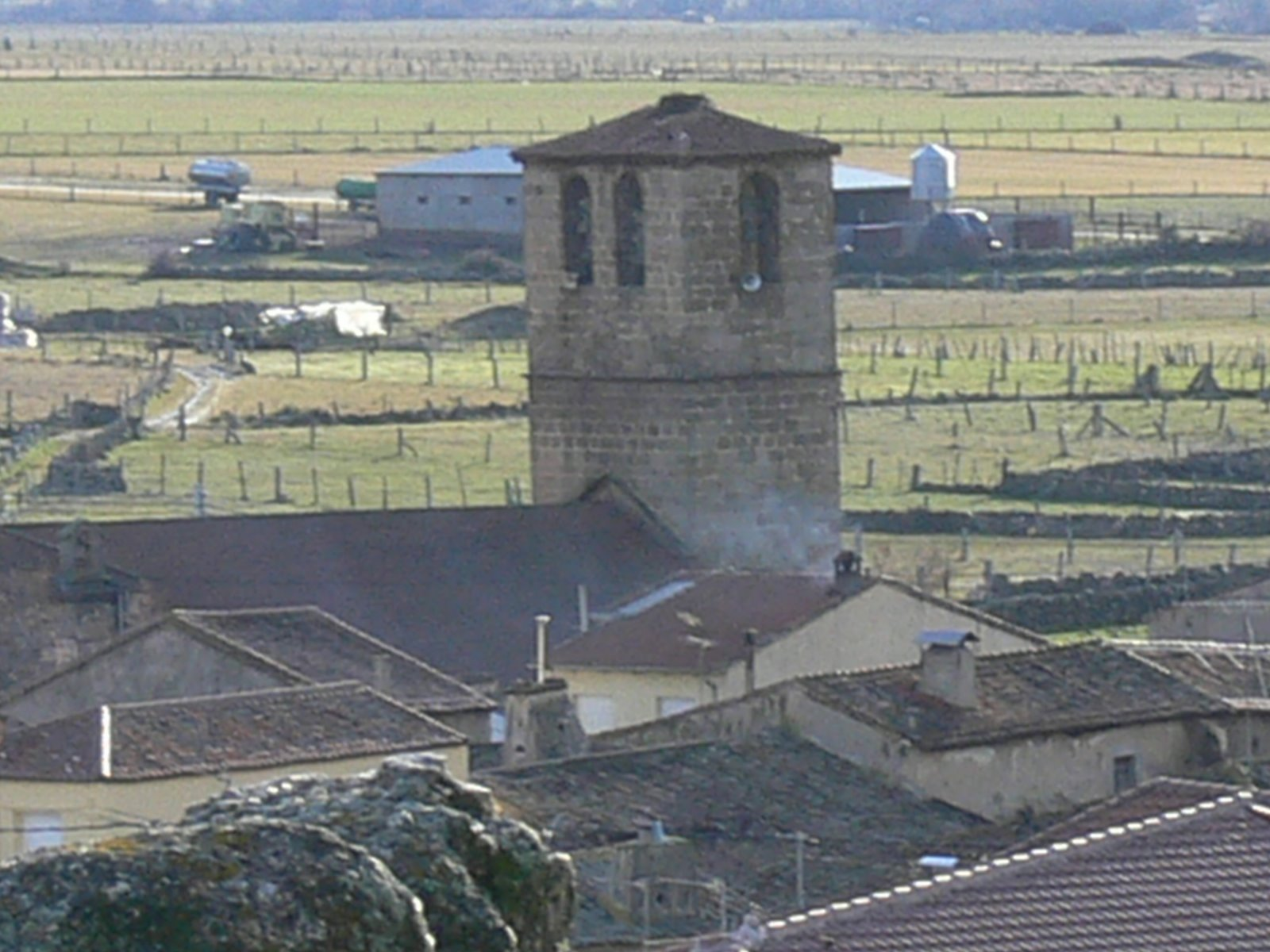
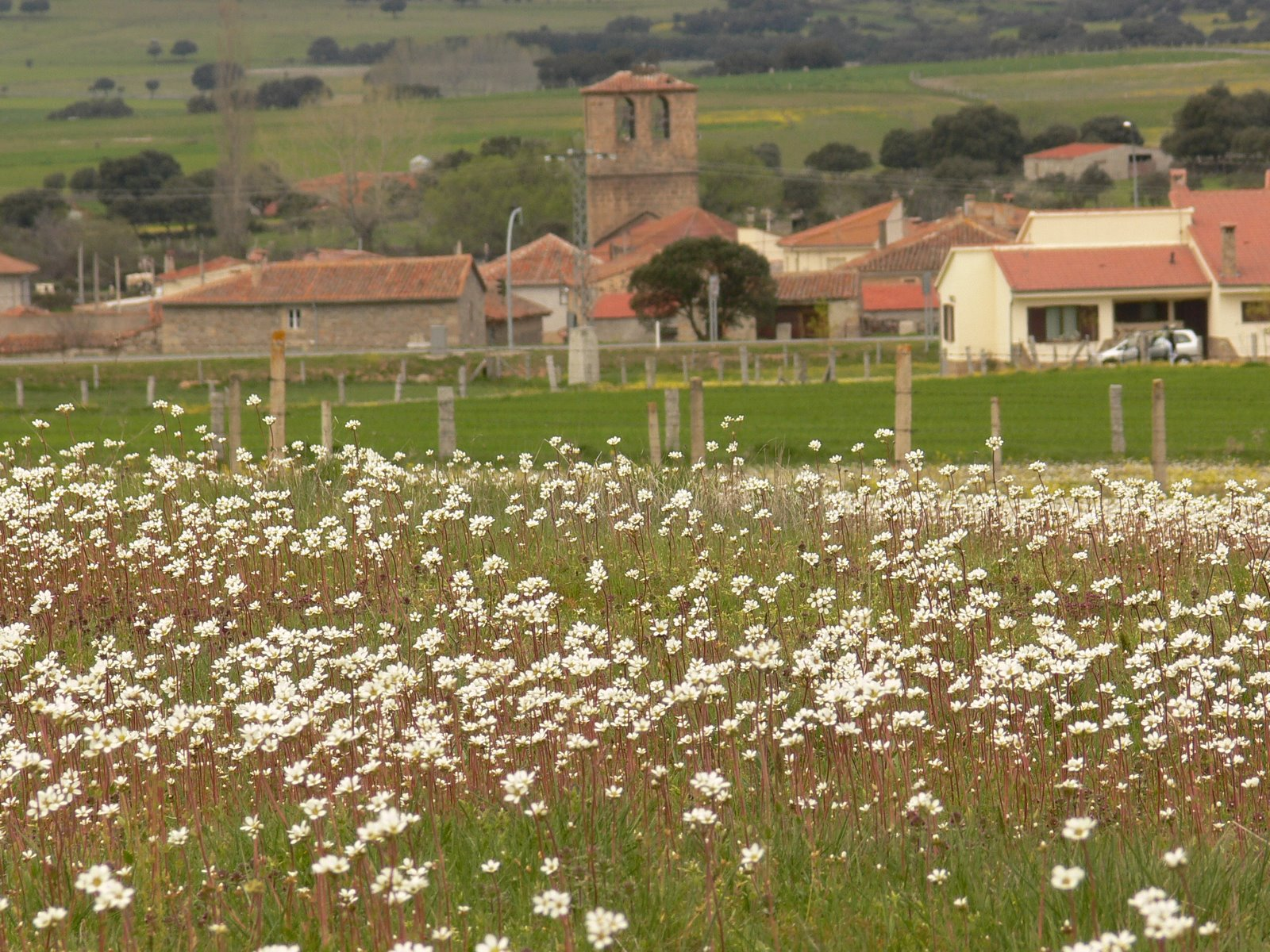
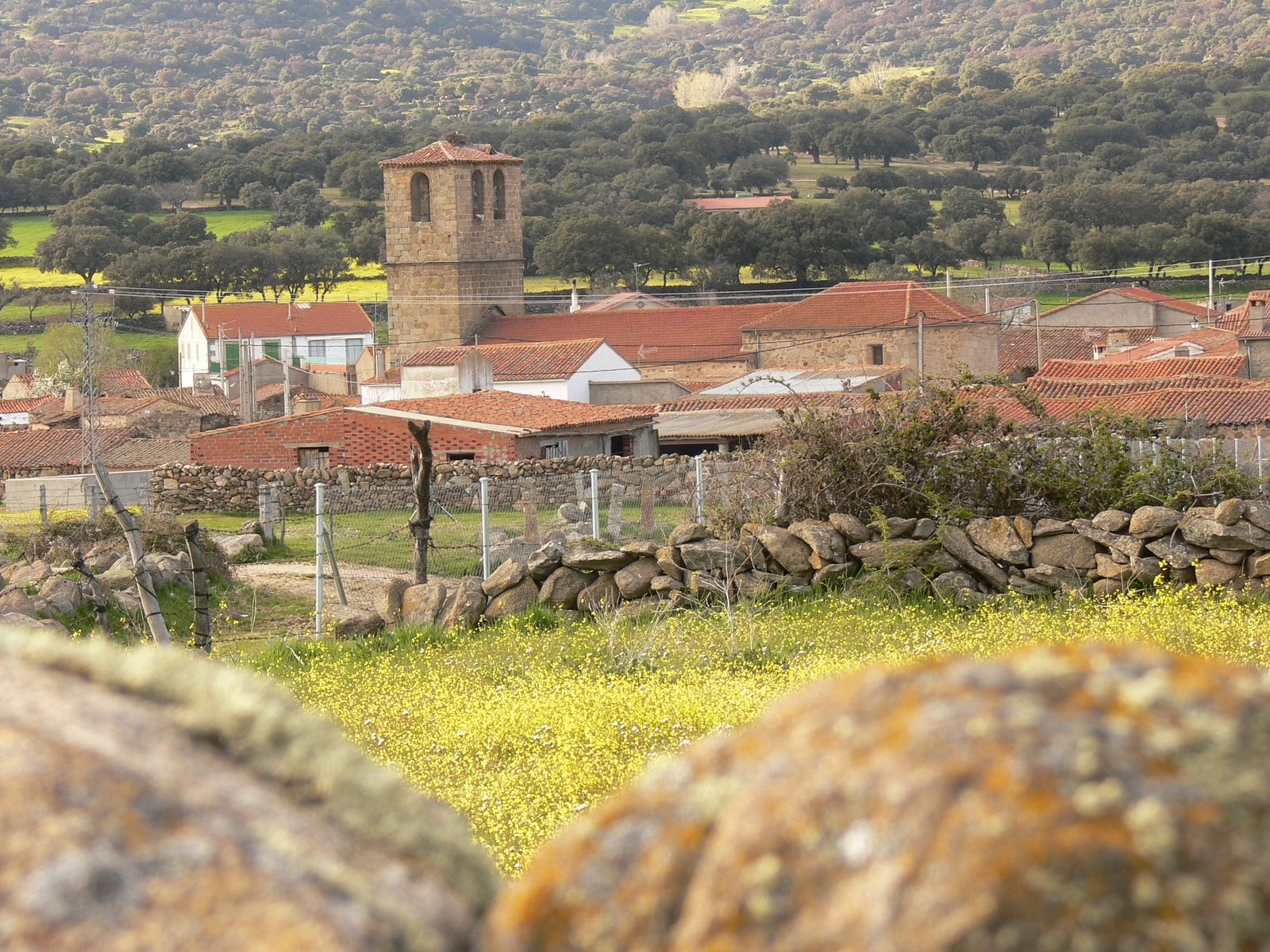
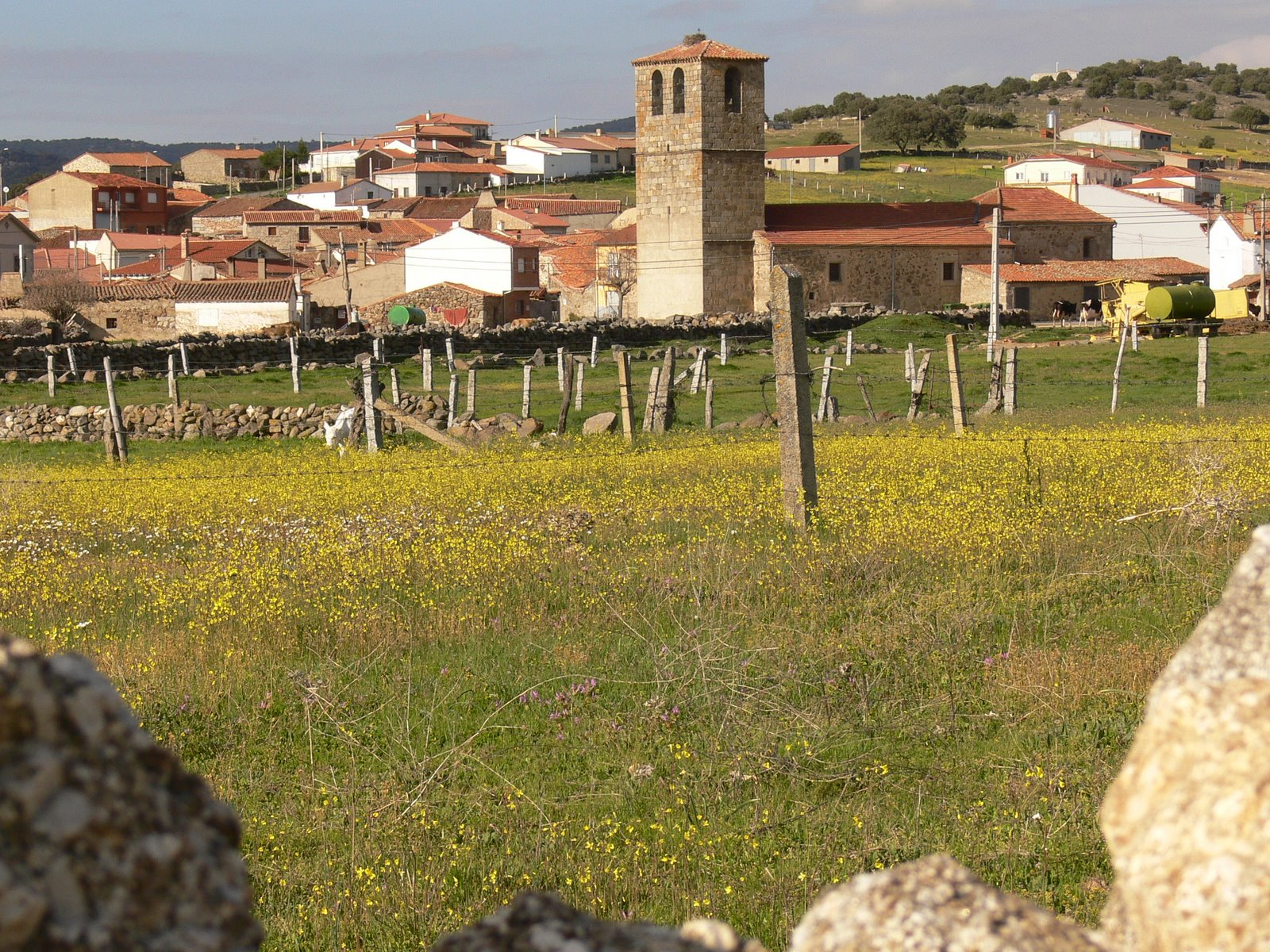
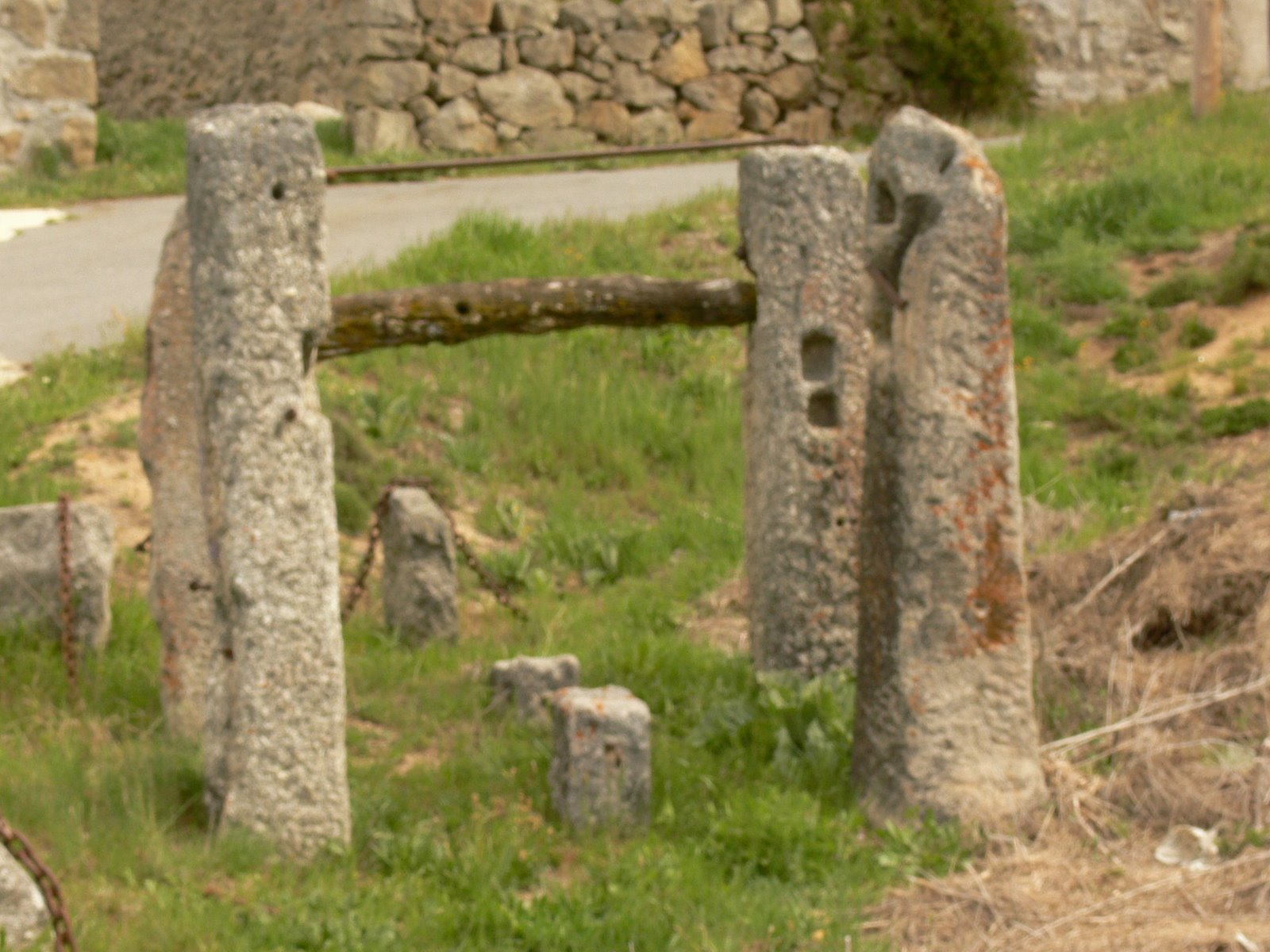
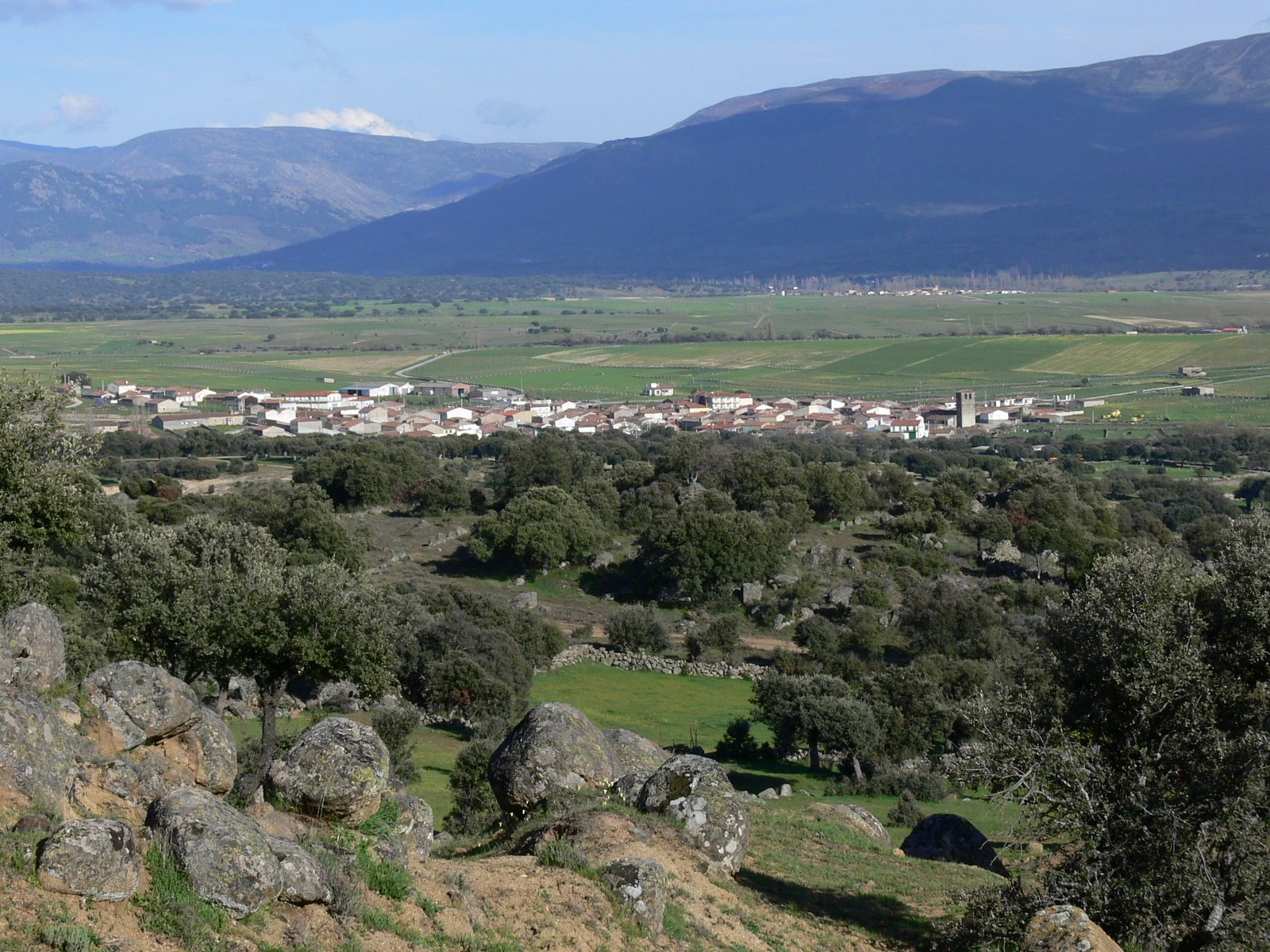
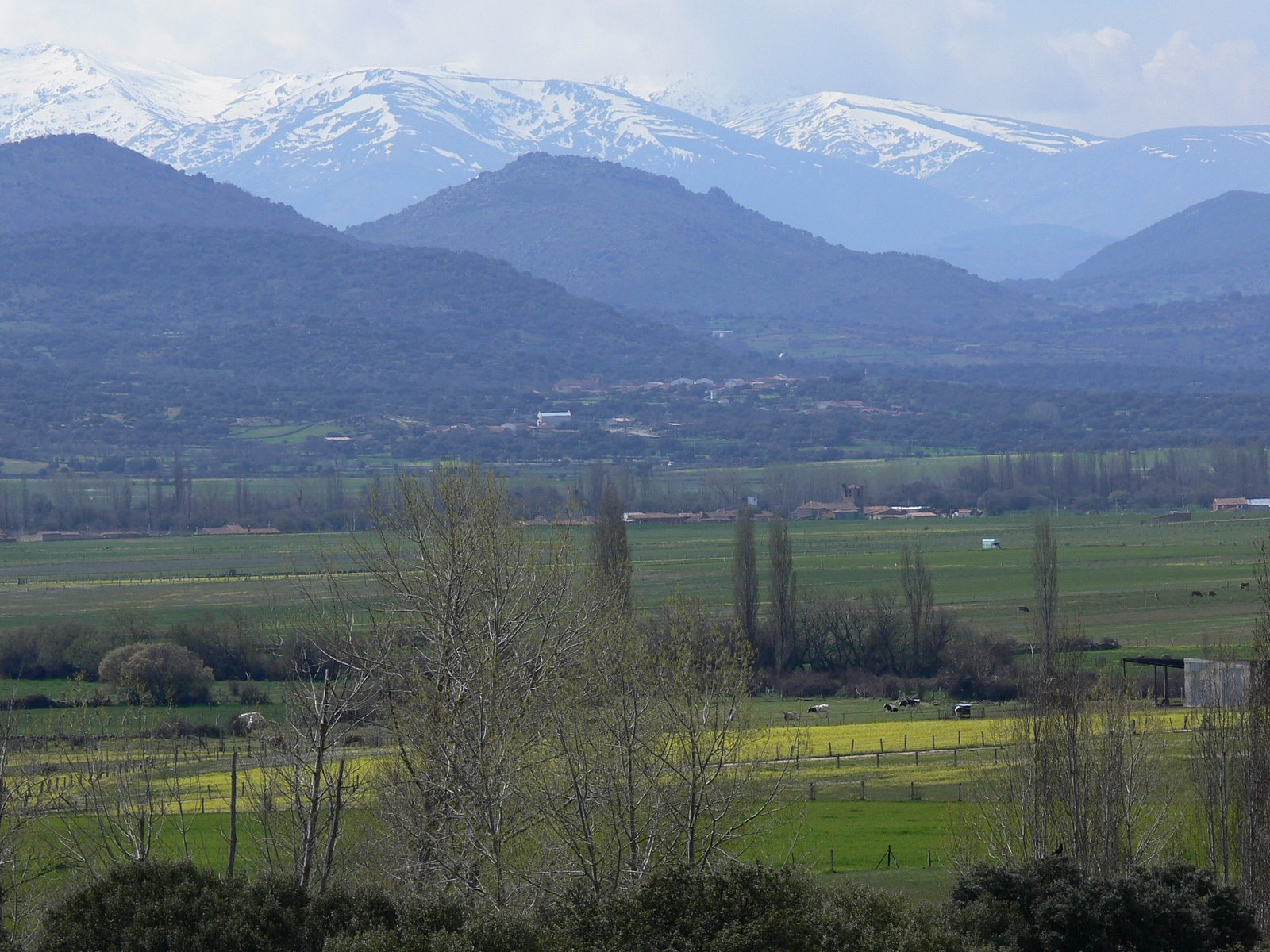